# 侯家塘駅
侯家塘駅（こうかとうえき）は、中華人民共和国湖南省長沙市天心区にある1号線と3号線の駅である。

## 駅構造
- 島式ホーム1面

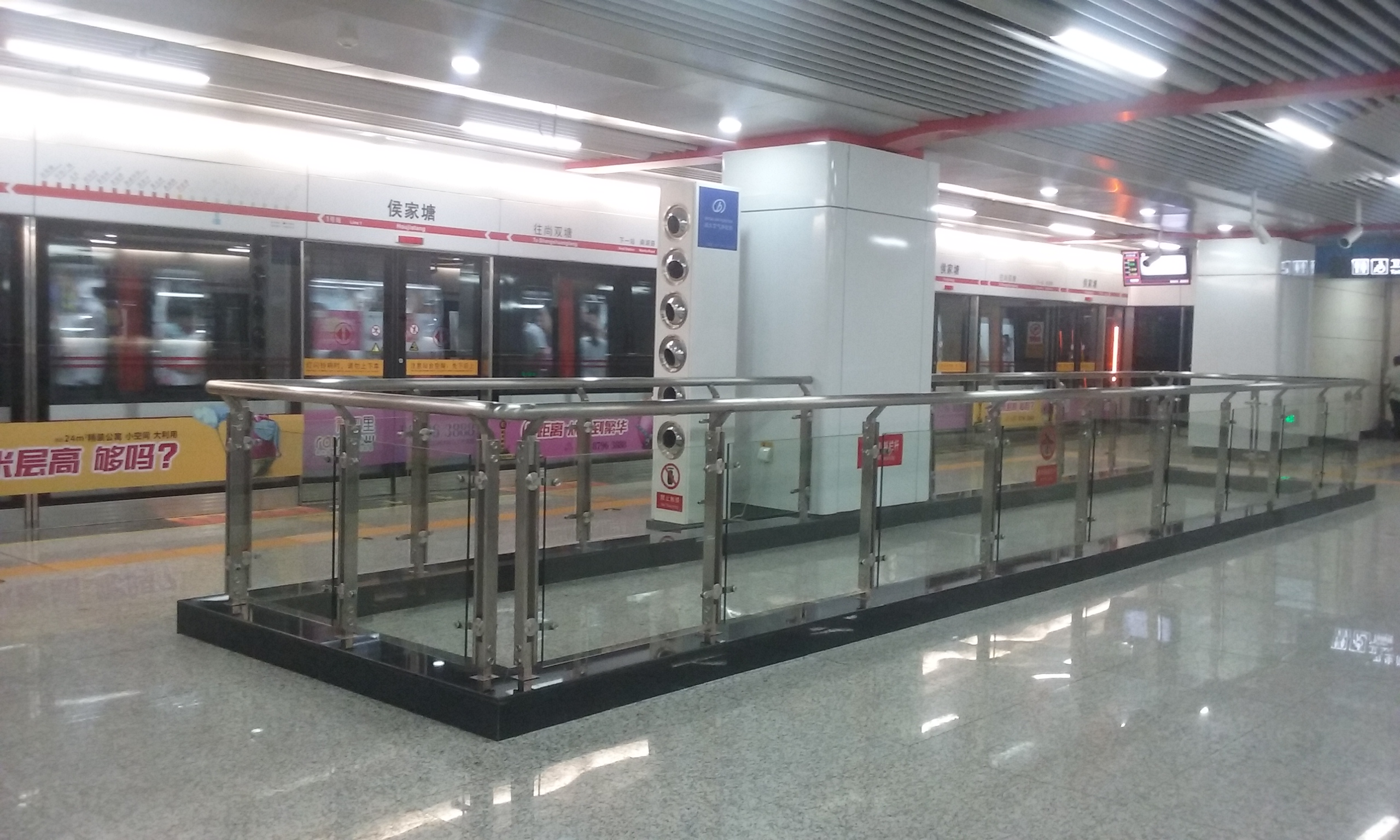
1号線ホーム

## 駅周辺
- 侯家塘
- 賀竜体育中心[2]
- 白沙古井[2]
- 田漢大劇院[2]
- 長沙市第十五中学
- 長沙東華医院